# Gonomyia biserpentigera
Gonomyia biserpentigera là một loài ruồi trong họ Limoniidae. Chúng phân bố ở miền Australasia.